# Cercotrichas quadrivirgata
El alzacola bigotudo (Tichaedon cuadrivirgata o Cercotrichas quadrivirgata) es una especie de ave paseriforme de la familia Muscicapidae propia de África oriental y austral. 

## Descripción

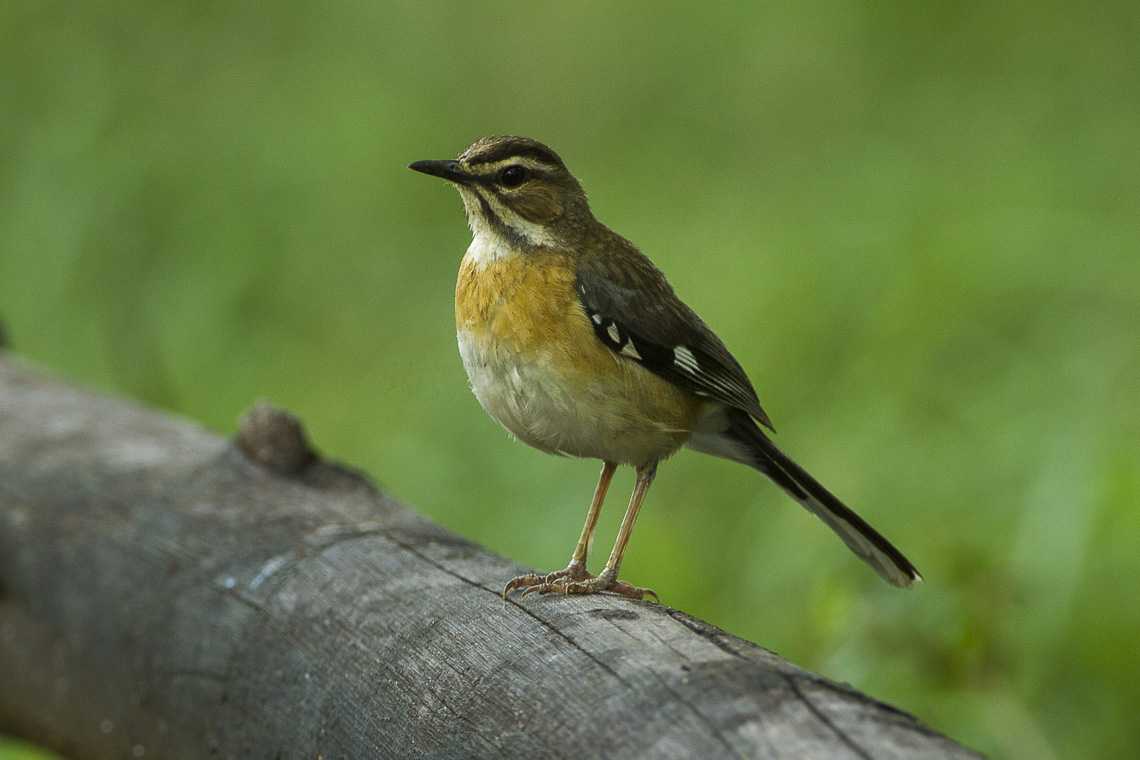
Adulto en Sudáfrica.

El alzacola bigotudo mide entre 15-17 cm, y pesa alrededor de 20-31g g. El macho y la hembra tienen el mismo aspecto, aunque la hembra es ligeramente más pequeña. Sus partes superiores, incluido el píleo, son de color pardo oliváceo. Su cola es de color pardo oscuro, con puntas blancas en las plumas exteriores. Las coberteras de las alas son pardo grisáceas con los bordes pardo oliváceos. Las plumas de vuelo de las alas son de color pardo oscuro, con una banda blanca. En el rostro muestra listas superciliares blancas, una mancha en forma blanca en forma de media luna debajo del ojo, bigoteras blancas y listas malares negras. También presenta anchas listas pileales negras por encima de las superciliares. Sus ojos son de color pardo oscuro y su lorum es negro. Su garganta y la parte superior del pecho son blancas. Los laterales del cuello, sus flancos y el resto del pecho son de color canela o castaño anaranjado. El vientre y las coberteras de la parte inferior de la cola son blancos. Su pico es negro, y sus patas son parduzcas. Los juveniles presentan un patrón escamado negro y marrón claro en las partes superiores, y tienen el pecho anteado, con un denso veteado pardo oscuro, y el vientre blanquecino manchado. La subespecie C. q. greenwayi tiene las partes inferiores más grisáceas, el obispillo de tonos más apagados y el pecho más claro.

## Taxonomía
El alzacola bigotudo fue descrito en 1879 por el ornitólogo alemán Anton Reichenow, con el nombre binomial de Thamnobia quadrivirgata. Posteriormente fue trasladado al género Erythropygia, para ser finalmente ubicado en el género Cercotrichas. Forma una superespecie con el alzacola selvático, el alzacola barbudo y el alzacola pardo. Estas cuatro especies en el pasado fueron situadas en el género Tychaedon. Se reconocen dos subespecies de C. quadrivirgata: 
- C. q. greenwayi - presente en Zanzíbar y la isla de Mafia;
- C. q. quadrivirgata - se encuentra en el resto de su área de distribución.[3][5]

Su nombre específico, quadrivirgata, en latín significa «cuatrilistado», en alusión a las cuatro listas características de su rostro.

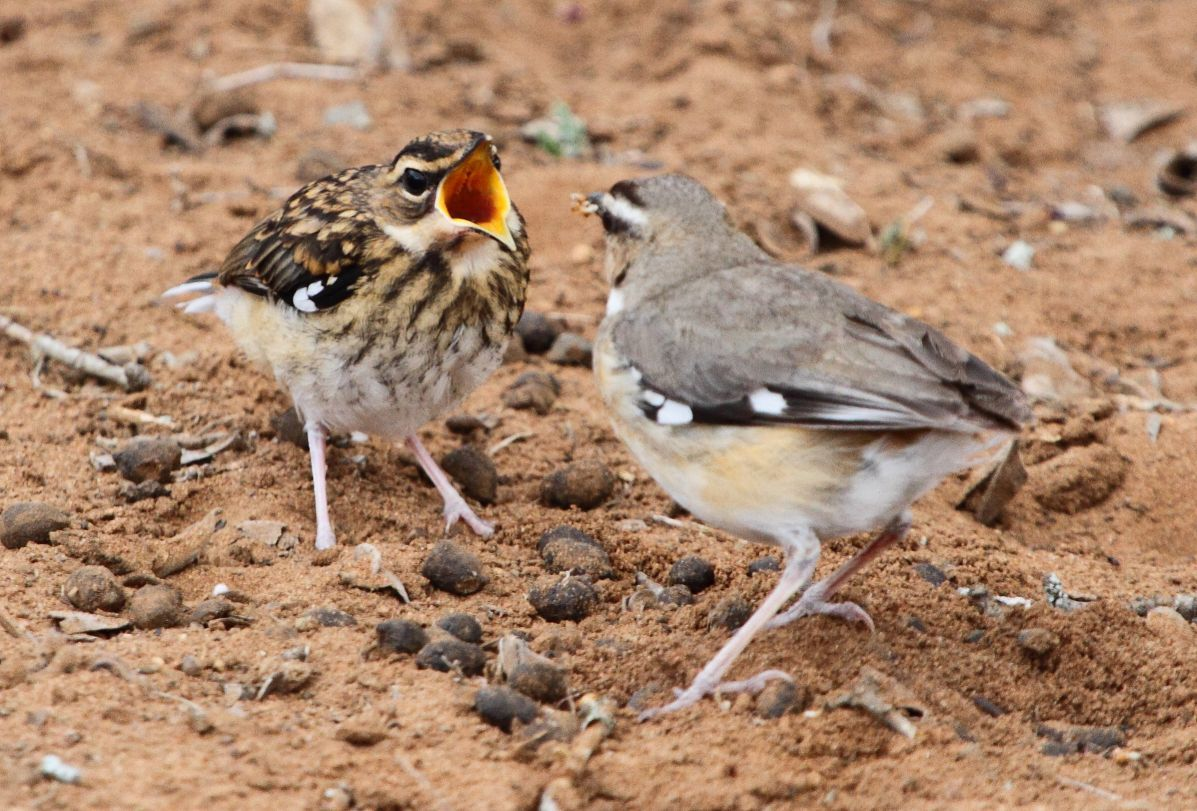
Adulto alimentando a un polluelo ya emplumado.

## Distribución y hábitat
Se extiende por África oriental y las regiones septentrionales y orientales del África austral, distribuido por Botsuana, Kenia, Malawi, Mozambique, Namibia, Somalia, Sudáfrica, Suazilandia, Tanzania, Zambia, y Zimbabue, en un área estimada de unos 5.390.000 km². Se encuentra principalmente en altitudes por debajo de los 1000 m s. n. m. Ocupa los bosques tropicales secos, los bosques de arena, los bosques de ribera, las zonas de matorral, y también los cañaverales, pero normalmente no en zonas pantanosas. En la década de 1950 la deforestación cerca de Hluhluwe y Bahía Falsa destruyeron uno de sus hábitats, pero en otras zonas, su área de distribución se está expandiendo. En la década de 1940 se fumigó el parque Hluhluwe-Imfolozi para erradicar la mosca tse-tse lo que produjo que los alzacolas bigotudos desapareciesen, aunque recolonizaron la zona alrededor de 1975. La especie también se ha expandido hacia el parque nacional de Matobo y Richards Bay.

## Comportamiento
El alzacola bigotudo generalmente se encuentra en parejas o pequeños grupos. Entre sus llamadas se incluyen sonidos tipo chuck, chrrrt, chek-chek-kwezzzzzzz y siiiiip. Su canto es una serie de silvidos melodiosos y puede imitar el canto de otras especies de pájaros. Se alimenta en el suelo de hormigas, termitas, escarabajos y otros insectos. Con frecuencia toma baños de arena. 
Su sistema de reproducción es la monogamia. Son pájaros territoriales, que defienden un territorio que puede alcanzar la hectárea. Su época de cría se extiende de diciembre a febrero en el este de África; de septiembre a enero en Malawi, Zambia y Zimbabue; y de septiembre a diciembre en Sudáfrica. Su nido está hecho de hierba, líquenes y pelo. El tamaño de la puesta suele oscilar entre dos y tres huevos. Los huevos pueden ser blancos, verdes claros o azulados, y pueden estar moteados. La hembra se encarga de incubar los huevos.